# Starup-stenen
Starup-stenen er en runesten, fundet ved hovedrestaurationen af Sønder Starup Kirke i 1914. Den fandtes under den sydlige indgang til kirken og har åbenbart været kirkens oprindelige dørtrin. Stenen hører formentlig til blandt de ældste runesten i Danmark.

## Indskrift
| Translitteration | ąiriks (:) kubl |
| Transskription   | Æirīks kumbl.   |
| Oversættelse     | Eriks kuml.     |

Indskriften er som følge af stenens sekundære anvendelse meget slidt og står i en enkelt række på den ene side af bredsiden af stenen og læses nedefra og op. Navnet 'Erik' er sjældent i runestenssammenhæng og kendes kun fra denne ene runesten i Danmark. Ordet 'kuml' er kendt fra en række runesten i Danmark og har en omdiskuteret betydning 'tegn', 'gravhøj' eller et mindesmærke bestående af flere sten. I de danske runestenstekster står ordet stort set altid i flertal 'disse kumler'.